# 마크 알라이모
마크 얼라이모(Marc Alaimo, 1942년 5월 5일 ~ )는 미국의 배우이다.

## 출연 작품
- 반항의 장벽 (1994년)
- 총알 탄 사나이 3 (1994년)
- 리오 디아블로 (1993년)
- 도나토와 그의 딸 (1993년)
- 스타 트렉 - 스페이스 나인 (1993년)
- 우주의 투사 (1991년)
- 토탈 리콜 (1990년)
- 탱고와 캐쉬 (1989년)
- 더티 해리 5 - 추적자 (1988년)
- The Gambler, Part III: The Legend Continues (1987)
- 성난 사자 (1986년)
- 5인의 특공대 (1985년)
- 최후의 스타화이터 (1984년)
- 후커와 로마노 (1982년)
- 핑크빛 소동 (1980년)
- 금지구역 (1979년)
- 아메리칸 걸즈 (1978년)

### 텔레비전
- 스타 트렉 - 넥스트 제너레이션 TV 시리즈 (1987년)
- 시티 레인져 (1993년)
- 더 폴 가이 (1981년)
- 두 얼굴의 사나이 - 시리즈 (1978년) - 캡틴 홀트 역
- 기동순찰대 (1977년)
- 원더 우먼 - TV 시리즈 (1975년)
- 6백만 달러의 사나이 - TV 시리즈 (1974년)
- 코작 (1973년)